# جون هنتلي (لاعب كرة قدم)
جون هنتلي (بالإنجليزية: John Huntley)‏ هو لاعب كرة قدم بريطاني في مركز الدفاع، ولد في 5 نوفمبر 1967 في غريت لوملي في المملكة المتحدة. لعب مع دارلينجتون إف سى.